# 그리콰인
그리콰인(Griqua people)은 네덜란드령 케이프 식민지 시절에 코에계 사람들과 백인이 결합한 흑백혼혈의 민족이다. 아파르트헤이트 시절에 그리콰인들은 흑인으로 분류되면 컬러드보다도 더 큰 인종 차별을 받을 것을 우려해 컬러드의 정체성을 받아들였고, 남아공 정부도 그리콰인을 컬러드의 하위 집단으로 분류하였다. 이 때문에 현재 인구는 알 수 없다.

## 같이 보기
- 바스터
- 1362 그리콰